# Усоле
Усоле (на руски: Усолье) е град, административен център на Усолски район, Пермски край. Населението му към 1 януари 2018 година е 6323 души.